# Bell Food Group
Pour les articles homonymes, voir Bell.
Bell Food Group est une entreprise de l'industrie agroalimentaire suisse spécialisée dans la transformation de produits carnés dont le siège est à Bâle. Bell Food Group est le numéro 1 en Suisse et un leader européen de la filière de la viande.